# Josep Peris Aragó
Josep Peris Aragó, (Alboraia, 21 d'agost de 1907 - Alboraia, 9 de novembre de 2003) fou un pintor, dibuixant i cartellista valencià.
Format en l'Escola d'Arts i Oficis i en l'Escola de Belles Arts de Sant Carles, en els seus començaments va pintar ventalls per a l'obrador d'Albiñana. Va ser company de Renau i de Segrelles, i va treballar per a la productora i distribuïdora de cinema Cifesa. Guardonat en la secció de gravat en l'Exposició Regional de València de 1934, va ser també reconegut per dues de les seues il·lustracions realitzades amb aquarel·la (Les mil-i-una nits i Alí Babà i els quaranta lladres). Integrat durant el conflicte de 1936-39 en l'agrupació d'artistes plàstics del convent de Sant Gregori en el barri valencià de Russafa, adherit a l'Aliança d'Intel·lectuals Antifeixistes, va acabar destinat a la Secció II d'Instrucció i Mobilització d'Albaida. Allí va conrear els seus especials dots artístics i socials col·laborant amb el comissari de propaganda, realitzant diversos cartells per al partit d'Esquerra Republicana, amb una temàtica que instigava a la lluita per la defensa de Madrid i en el front de Llevant. Cap al 1950 va començar a dedicar-se de ple a la pintura, dins d'un estil a cavall de l'impressionisme i el realisme, amb un notable domini del cromatisme. Quan va morir, a l'edat de 96 anys, la seua obra havia assolit ja un reconeixement internacional, i era considerat com el degà dels pintors espanyols i el més important cartellista de Cifesa. Algunes de les seues obres es troben al Museu Nacional de Ceràmica i de les Arts Sumptuàries "Gonzàlez Martí", i la Casa de la Cultura d'Alboraia li deu el seu nom.